# Soldier Field
Das Soldier Field ist ein American-Football- und Fußballstadion in der US-amerikanischen Stadt Chicago im Bundesstaat Illinois. Es ist zurzeit die Heimat der American-Football-Mannschaft der Chicago Bears aus der National Football League (NFL) und seit 2020 des Fußball-Franchise der Chicago Fire aus der Major League Soccer (MLS). Es wird auch als New Soldier Field bezeichnet, da das Stadion ab 2002 komplett umgebaut und am 27. September 2003 neu eröffnet wurde.

## Geschichte
1921 wurde damit begonnen, ein Stadion im Chicago Park District zu errichten. Die Bauarbeiten konnten zwar schon ein Jahr später beendet werden, das Stadion wurde aber erst am 9. Oktober 1924, dem 53. Jahrestag des Großen Brandes in Chicago offiziell als Municipal Grant Park Stadium eröffnet. Am 11. November 1925 wurde der Name in Soldier Field geändert, um den gefallenen Soldaten der Vereinigten Staaten ein Denkmal zu setzen. Zu dieser Zeit besaß das Stadion eine Kapazität von 90.000 Plätzen und war an alte griechisch-römische Architekturstile angepasst. Die Tribünen wurden von Säulen im dorischen Stil eingefasst.
1971 zogen die Chicago Bears in das Stadion ein, da ihre alte Spielstätte, das Baseballstadion Wrigley Field zu klein für die Austragung von Spielen im American Football wurde. Daraufhin wurde das Soldier Field zum ersten Mal renoviert und die Kapazität auf 57.000 Zuschauer gesenkt. 1978 begann man, die einfachen Sitzbänke in Einzelplätze mit Arm- und Rückenlehnen umzuwandeln. 1987 wurde das Soldier Field in das Nationale Register der historisch wertvollen Orte aufgenommen. Das Stadion trug nun die Bezeichnung als National Historic Landmark.
2001 wurden Pläne für einen kompletten Umbau des Stadions in eine moderne Arena bekannt. Diese Pläne lösten starke Kritik am Betreiber des Stadions aus. Doch die Verwaltung des Chicago Park District und die Stadt Chicago hielten an den Umbauplänen fest und am 19. Januar 2002 begann der Abriss eines Großteils der alten Stadionteile. Das mit der neuen Gestaltung beauftragte Architekturbüro Holabird & Roche ließ das neue Stadion in die Außenwände des alten Soldier Fields einbauen. Ein bekannter Sportjournalist aus Chicago beschrieb das neue Stadion mit den Worten, es sehe wie ein „Raumschiff, das auf dem Parthenon gelandet ist“ aus.
Auch der National Park Service war von dem Umbau nicht begeistert und entzog dem Stadion den 1987 verliehenen Titel als National Historic Landmark wieder. Insgesamt kostete der Umbau 2002 365 Mio. US-Dollar. Seitdem hat das Stadion eine Kapazität von 61.500 Zuschauern.
Seit der Saison 2020 trägt das MLS-Franchise der Chicago Fire nach 15 Jahren seine Heimspiele wieder im Soldier Field aus.

### Zukunft
Der Mietvertrag der Chicago Bears läuft bis in das Jahr 2033. Die Bears könnten gegen eine Zahlung von 84 Mio. US-Dollar den Vertrag ab 2026 vorzeitig beenden. Das Soldier Field ist veraltet und muss komplett renoviert werden. Chicago möchte die Bears in der Stadt halten. Dabei soll die Spielstätte u. a. überdacht und auf bis zu 70.000 Plätze ausgebaut werden. Die Anzahl der besonders gewinnbringenden Suites würde von 133 auf 140 ansteigen. Der Gastronomiebereich würde sich im Vergleich zur aktuellen Situation von 5000 auf 20.000 sq ft vervierfachen. Es gibt drei Varianten zum Umbau die schätzungsweise zwischen 900 Mio. und 2,2 Mrd. US-Dollar kosten würden. Die Chicago Bears haben ihrerseits im September 2021 für knapp 200 Mio. US-Dollar ein 132 Hektar großes Grundstück in Arlington Heights (Metropolregion Chicago) für einen Stadionneubau gekauft. Auf dem Grundstück, auf dem sich die stillgelegte Pferderennbahn Arlington International Racecourse befindet, soll neben dem Stadion ein gemischtgenutzes Viertel mit Büroflächen, Wohnungen, Restaurants und Hotels entstehen. Des Weiteren ist die Schaffung von Parks, eines Teichs mit Yachthafen und vielleicht eines Veranstaltungsorts geplant. Der Neubau soll ein geschlossenes Dach erhalten. Das Architekturbüro Manica Architecture ist für die Gestaltung verantwortlich. Das gesamte Projekt könnte zehn Jahre in Anspruch nehmen. Die Chicago Bears haben der Stadt mitgeteilt, dass man den Vertrag mit der Stadt erfüllen will, aber die Planungen für einen Neubau fortsetzen werde. Im Februar 2023 wurde der Grundstückskauf der Chicago Bears in Arlington Heights abgeschlossen. Der Kaufpreis liegt bei 197,2 Mio. US-Dollar (rund 187 Mio. Euro). Mit dem Kauf ging keine Garantie zur Erschließung des Grundstücks einher.
Am 24. April 2024 veröffentlichten die Chicago Bears Pläne von Manica Architecture für einen städtischen Stadionneubau, direkt südlich des Soldier Field, als Mittelpunkt des Burnham-Park-Projekts zur ganzjährige Nutzung des Seeufergebiets. Nachdem die Abrissarbeiten in Arlington Heights im Mai 2023 begannen, gab im März 2024 Bears-Team-Präsident Kevin Warren an, dass man das Interesse von Arlington Heights für einen Neubau zum Projekt in der Nähe des Soldier Field verlegt habe. Die neue Heimat der Chicago Bears würde bei der Umsetzung, wie das Allegiant Stadium, das SoFi Stadium oder das U.S. Bank Stadium ein festes, lichtdurchlässiges Dach erhalten. Eine verglaster Teil der Fassade bietet einen Blick auf die Innenstadt von Chicago. Der Vorschlag sieht die Nutzung für weitere Freizeit- und Gemeindeveranstaltungen sowie eine Vergrößerung der Frei- und Grünflächen vor, darunter 14 Hektar Sportplätze und Parkflächen. Die Spielstätte selbst würde 3,2 Milliarden US-Dollar (drei Milliarden Euro) kosten, weitere 1,5 Milliarden US-Dollar würden in die zusätzliche Infrastruktur fließen. Die Bears haben zugesagt, mehr als zwei Milliarden US-Dollar für das Projekt beizusteuern, was über 70 Prozent der Gesamtkosten des Stadions ausmachen würde. Die restlichen Stadionmittel sollen von der Illinois Sports Facilities Authority (ISFA) bereitgestellt werden. Neben den Sportstätten sehen die Pläne von Manica Architecture einen drei Hektar großen Bereich mit Promenaden und Plätzen vor, der das ganze Jahr über Lebensmittel- und Getränke- sowie Einzelhandelsgeschäfte verfügt. Auch sollen kulturelle Veranstaltungen stattfinden, die sich auf den Sport und die Geschichte des Soldier Field konzentrieren. Auf dem Freizeit- und Kulturcampus könnte auch ein Hotel integriert werden. Die Bauarbeiten sollen im Sommer 2025 beginnen. Drei Jahre später ist die Eröffnung im Sommer 2028 geplant.
Ende Mai 2024 verschoben die Gesetzgeber des Staates Illinois die Entscheidung über einen Antrag auf öffentliche Mittel für das Projekt. Da die Gesetzgeber des Staates noch am Staatshaushalt arbeiten, haben die Senatoren erklärt, dass es vor der Vertagung der Legislative für das Frühjahr keine Maßnahmen zum Finanzierungsantrag der Bears geben wird.

## Veranstaltungen
Neben den Heimspielen der Chicago Bears in der NFL wurde das Stadion auch lange Zeit für ein All-Star Spiel zwischen dem letzten NFL-Meister und einer Auswahl der besten College-Spieler genutzt. Dieses Spiel wird aber seit einiger Zeit nicht mehr ausgetragen, da die Verletzungsgefahr der Profis zu hoch wurde und auch die Zuschauerzahlen bei den letzten Austragungen zurückgingen.
Das Stadion war ein wichtiger Veranstaltungsort für die Special Olympics World Summer Games 1968 und die Special Olympics World Summer Games 1970.
Bekannt wurde das Soldier Field auch für den alljährlichen Vergleich der Footballteams zwischen der US Army und der US Navy. In der Frühzeit des Stadions wurden auch Boxkämpfe und 1956 sogar ein komplettes NASCAR-Rennen im Stadion abgehalten. 1994 wurde das Stadion als Spielstätte für die Fußball-Weltmeisterschaft genutzt. Das Eröffnungsspiel der Weltmeisterschaft zwischen Deutschland und Bolivien am 17. Juni 1994 wurde hier ausgetragen. 1999 fanden vier Spiele der Gruppenphase der Fußball-Weltmeisterschaft der Frauen 1999 im Soldier Field statt.
In der Zeit vom 3. bis 5. Juli 2015 gaben die vier noch lebenden Mitglieder der ursprünglichen Besetzung der Grateful Dead drei Konzerte im Stadion anlässlich des 50-jährigen Gründungsjubiläums der Band.

## Galerie

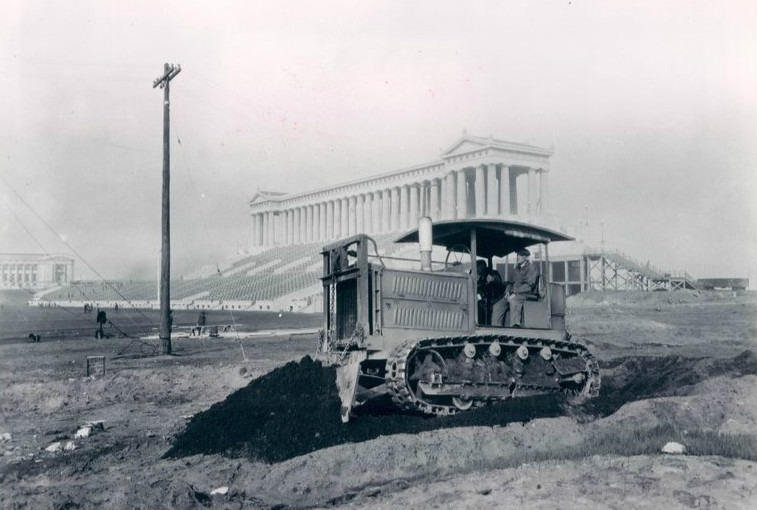
Das Soldier Field während des Baus 1924
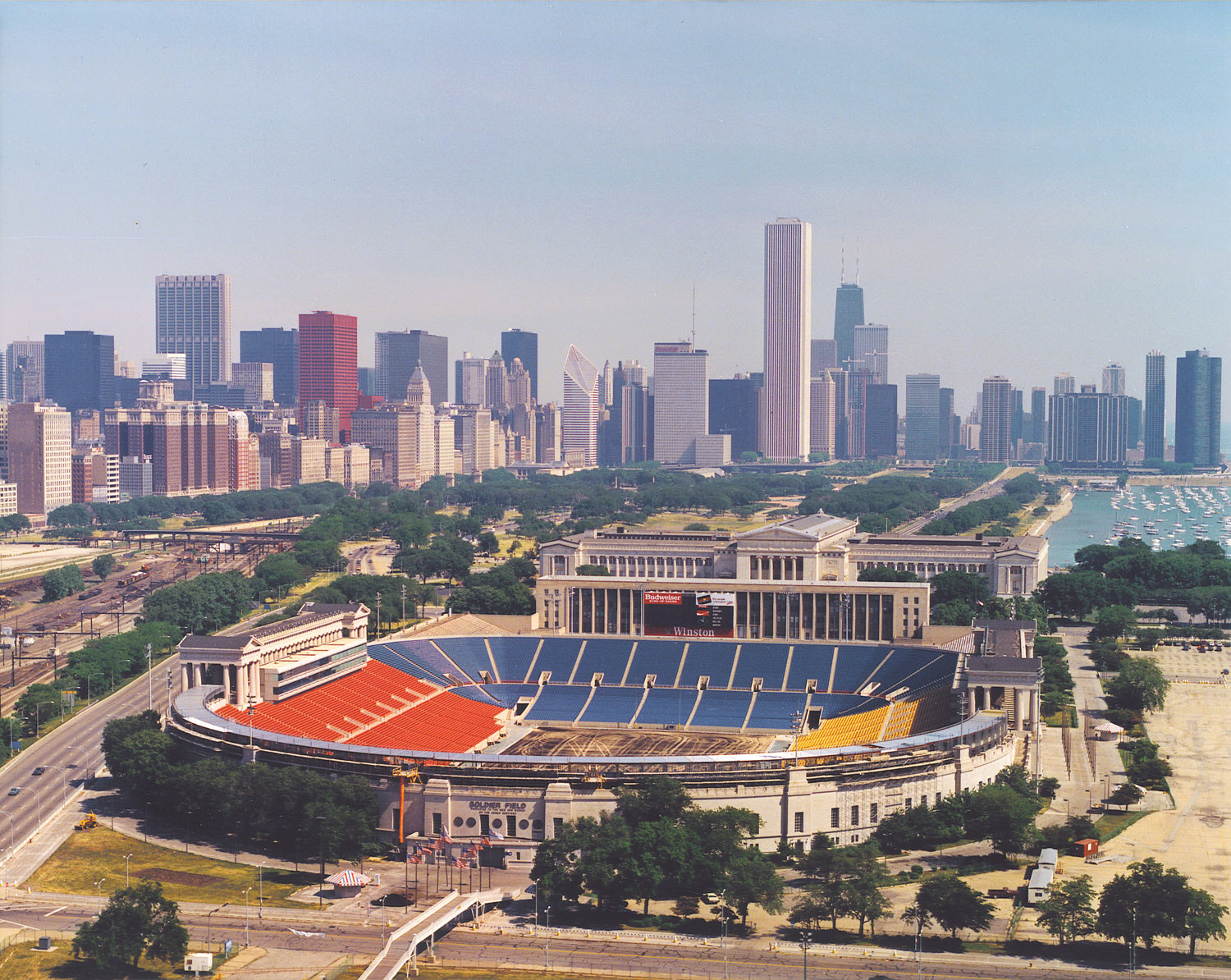
Das Stadion 1988
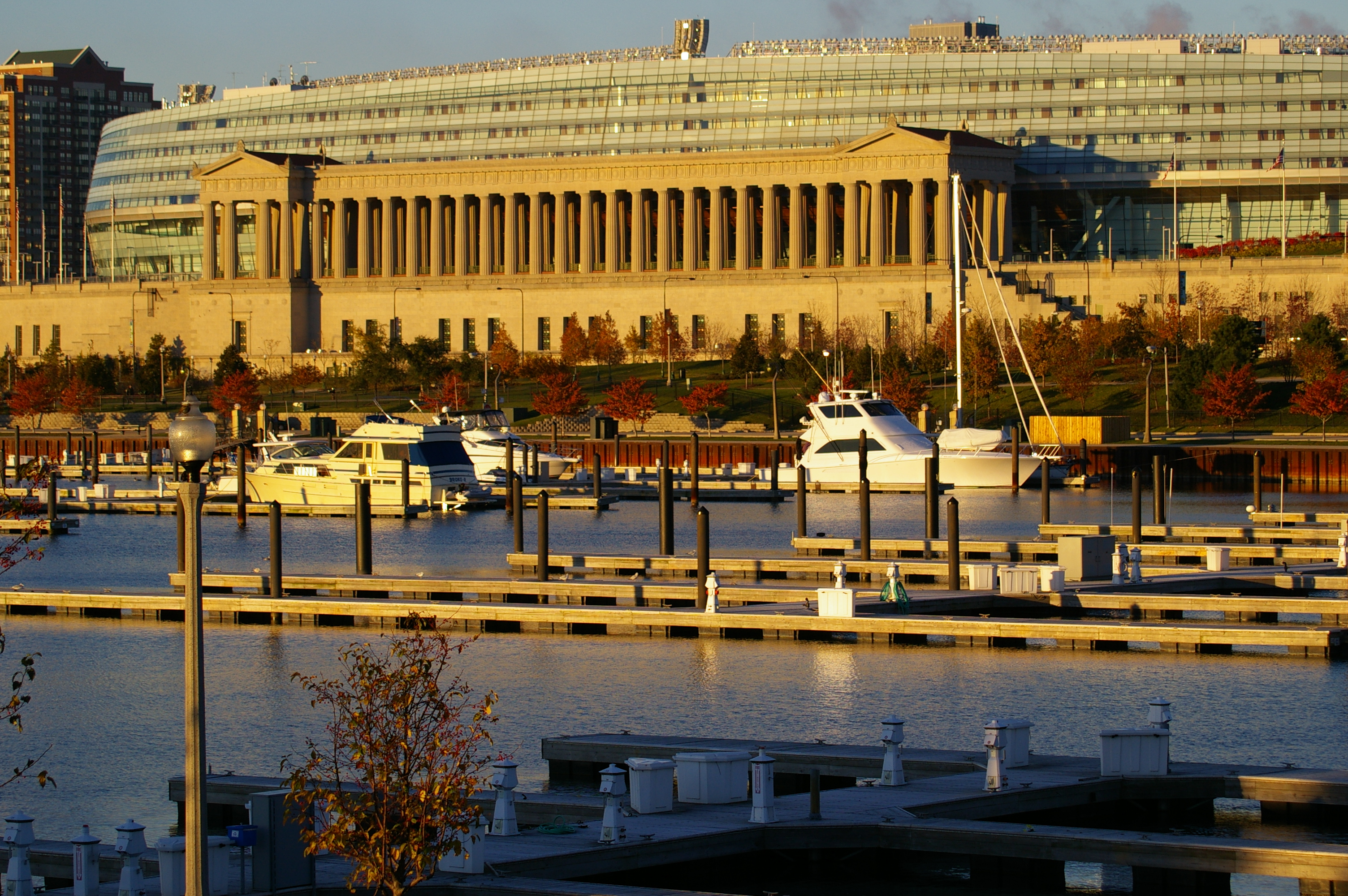
Ostseite des Stadions mit Yachthafen
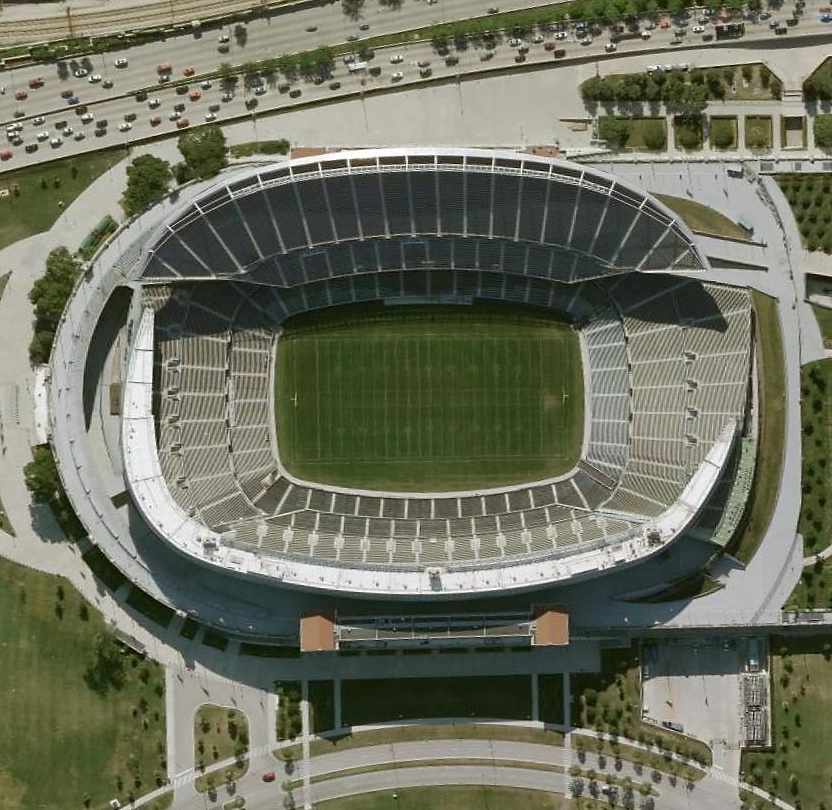
Das Soldier Field aus der Vogelperspektive im Jahr 2008